# Xã Washington, Quận Greene, Indiana
Xã Washington (tiếng Anh: Washington Township) là một xã thuộc quận Greene, tiểu bang Indiana, Hoa Kỳ. Năm 2010, dân số của xã này là 1.186 người.